# Площенко, Владимир Дмитриевич
Владимир Дмитриевич Площенко (6 марта 1927, станция Кичкас Запорожского округа, ныне — в составе города Запорожья — 7 октября 2004, Киев) — советский украинский государственный деятель, министр жилищно-коммунального хозяйства Украинской ССР (1971—1990). Председатель исполкома Запорожского городского совета (1961—1971). Кандидат в члены ЦК КПУ в 1971—1976 г. Член ЦК КПУ в 1976—1990 г. Депутат Верховного Совета УССР 8-11-го созывов.

## Биография
Трудовую деятельность начал в 1944 году сотрудником 7-го отделения службы движения Сталинской железной дороги.
Член ВКП(б) с 1949 года.
В 1954 году окончил Днепропетровский институт инженеров железнодорожного транспорта имени М. И. Калинина, инженер-механик.
В 1954 — конструктор, в 1954—1955 г. — старший мастер, в 1955—1957 г. — секретарь комитета комсомола, в 1957 — заместитель начальника железнодорожного цеха, в 1957—1958 г. — заместитель секретаря парткома, в 1958—1961 г. — секретарь партийного комитета завода «Днепроспецсталь» (Запорожье).
В 1961—1971 г. — председатель исполнительного комитета Запорожского городского совета депутатов трудящихся.
22 января 1971 — 29 июля 1976 г. — министр коммунального хозяйства Украинской ССР.
29 июля 1976—1990 г. — министр жилищно-коммунального хозяйства Украинской ССР.
Потом — на пенсии в Киеве.
Скончался 7 октября 2004 года. Похоронен на Байковом кладбище Киева.

## Награды
- орден Октябрьской Революции (1971)
- три ордена Трудового Красного Знамени (1976, 1981, 1986)
- два ордена Знак Почета (1958, 1966);
- медали.

## Память
В Запорожье на фасаде дома по улице Независимой Украины, 72 установлена мемориальная доска в честь В. Д. Площенко.